# Francesco Sbalchiero
Francesco Sbalchiero (...) è un allenatore di pallavolo italiano.
È stato il primo allenatore del Volley Bergamo con cui ha conquistato 2 coppe di lega e 2 promozioni, prima in A2 e poi in A1.